# Пакистано-северокорейские отношения
Пакистано-северокорейские отношения (корейский: 파키스탄 - 조선 민주주의 인민 공화국 관계) — дипломатические и экономические отношения между Исламской Республикой Пакистан и КНДР. Начало отношений между двумя странами началось где-то в 1970-х годах во время демократического премьер-министра Зульфикара Али Бхутто, когда он совершил государственный визит в КНДР в рамках своей внешнеполитической кампании по укреплению отношений с социалистическими государствами. У Пакистана есть посольство в Пхеньяне, а у КНДР есть посольство в Исламабаде, большое Генеральное консульство в Карачи и консульства в других городах Пакистана.
Несмотря на рост антиамериканских настроений в Пакистане и его взаимные тесные связи с Китаем, пакистанское общество в отношении КНДР, похоже, в значительной степени разделено: 27% относятся к ней положительно, а 27% - отрицательно.

## История

### Ирано-иракская война
Считается, что Пакистан также заключал союзы между КНДР, Ираном и Ливией. Во время ирано-иракской войны КНДР и Пакистан поддерживали Иран. Оружие и военная техника северокорейского производства были отправлены в пакистанский портовый город Карачи, откуда они были доставлены по суше и сопровождались пакистанскими вооруженными силами к иранской границе. Затем иранское государство использовало их для нанесения ударов по иракским целям.

### Обвинения Пакистана в ядерной помощи
Официальные лица США обвиняют Пакистан в тайной поставке КНДР ядерной технологии для военных целей. ЦРУ заявило, что отслеживало несколько авиаперевозок между двумя странами через спутник. Правительство США считает, что доктор А.К. Хан, старший научный сотрудник по атомным исследованиям, несколько раз ездил в КНДР и оказывал важную техническую помощь правительству КНДР в создании ВОУ.

### Скандал 2002 года
В 2002 году просочилась информация о том, что Пакистан был источником недавних разработок КНДР в области ядерных боеголовок, по словам представителей разведки США. Абдул Кадир Хан был помещен под домашний арест правительством Пакистана и вынужден был публично извиниться перед пакистанской общественностью за то, что он «поставил страну в неловкое положение». Правительство Пакистана отклонило неоднократные призывы к инспекторам по вооружениям для расследования ядерных объектов Пакистана и любые попытки ЦРУ напрямую допросить доктора Хана, несмотря на растущее давление Запада.

## Торговые отношения
Говорят, что Пакистан поддерживает давние экономические отношения с правительством КНДР с начала 1970-х годов.
Столкнувшись с ослаблением экономики в 1990-х годах и нежеланием Китая столкнуться с давлением Запада по поводу продажи своих ракет М-11, Пакистан искал альтернативного поставщика, в данном случае КНДР.
Хорошо известно, что убитая премьер-министр Беназир Бхутто несколько раз встречалась с северокорейскими официальными лицами в течение 1990-х годов, чтобы обсудить сделку, которая предоставит Пакистану доступ к северокорейским ракетам дальнего действия «Нодон». В свою очередь, Пакистан будет поставлять КНДР гражданские ядерные технологии вместо денег из-за нехватки средств. Однако обмены между двумя странами носят довольно конфиденциальный и секретный характер. У КНДР также есть консульство в Карачи. Будучи близкими союзниками Китайской Народной Республики, КНДР и Пакистан сотрудничают друг с другом в сфере образовательных и культурных обменов. Есть много отчетов разведки, в которых говорится, что многие из северокорейских студентов получили образование в университетах Пакистана, и Пакистан выразил поддержку будущему воссоединению Кореи.